# Scott Jones
Scott Lyman Jones (San Antonio, 22 settembre 1983) è un ex calciatore statunitense naturalizzato portoricano, di ruolo centrocampista.